# Virus del mosaic de la coliflor
El virus del mosaic de la coliflor és un virus de la família dels caulimovírids que infecta plantes. Pertany al grup VII de la classificació de Baltimore, la qual cosa vol dir que es replica a través de transcripció inversa però que les partícules virals contenen ADN en comptes d'ARN.

## Estructura
La partícula del virus és un icosaedre amb un diàmetre de 52 nm, construït a partir de 420 capsòmers amb un factor de triangulació T=7. Conté una molècula circular d'ADN bicatenari d'uns 8.0 kpb, interrompuda per discontinuïtats localitzades en llocs específics resultants de la seva replicació per transcripció inversa. Després d'entrar en l'hoste, l'ADN viral és reparat, formant una molècula altament enrotllada que uneix les histones. Aquest ADN es tradueix en una molècula d'ARN 35S de longitud completa, terminalment redundant, i en ARN 19S subgenòmic.

## Genoma

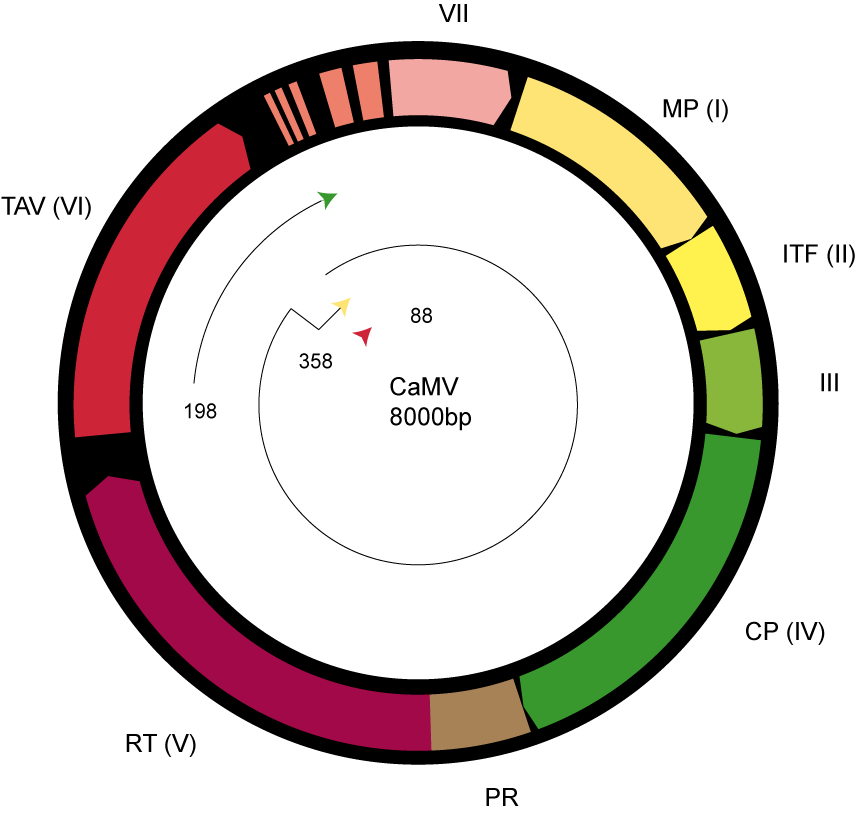
Mapa genòmic

El promotor de l'ARN 35S, ben conegut pel seu ús en enginyeria genètica en plantes, és molt potent. L'ARN 35S és particularment complex, contenint una seqüència líder altament estructurada de 600 nucleòtids amb de sis a vuit marcs oberts de lectura curts.
Aquest líder va seguit per set MOL perfectament organitzats que codifiquen les proteïnes virals. El mecanisme d'expressió d'aquestes proteïnes és molt especial. La proteïna ORF VI (codificada per l'ARN 19S) controla el reinici de la traducció dels principals marcs oberts de lectura sobre l'ARN 19S policistrònic, el que porta a la replicació del virus. La función TAV depèn de la seva associació amb els polisomes i amb el factor d'iniciació eucariota eIF3.
```
ORF I 
Moviment de proteïnes

ORF II 
Factor de transmissió en insectes

ORF III 
ORF IV 
Proteïna de la càpsida

ORF V 
Proteasa
, 
transcriptasa inversa
 i 
RNaseH

ORF VI Activador translacional / Proteïna del cos d'inclusió
ORF VII Desconegut (dispensable)
```

## Replicació
El virus es replica per transcriptasa inversa. Inicialment, totes les discontinuïtats presents en el genoma són segellades. L'ADN tancat covalentment s'associa amb les histones de l'hoste per formar un mini-cromosoma altament enrotllat. La transcripció produeix ARN 35s que es tradueix en proteïnes, així com en ADN bicatenari pel procés de la transcripció inversa. Es produeixen noves partícules virals que són dirigides al cos d'inclusió i alliberades a l'exterior.
El virus produeix un component d'ajuda (producte de la codificació de les regions II i III), que atrau els àfids per aconseguir la seva propagació.